# Комесађо Инфериоре (Мантова)
Комесађо Инфериоре је насеље у Италији у округу Мантова, региону Ломбардија.
Према процени из 2011. у насељу је живело 67 становника. Насеље се налази на надморској висини од 22 м.